# Romiplostim
Il Romiplostim, commercializzato negli USA con il marchio Nplate, è una proteina di fusione analoga della trombopoietina, un ormone che regola la produzione di piastrine. Durante le fasi dello sviluppo e gli studi clinici il nome in sigla era AMG531.
È un farmaco del gruppo degli agonisti del recettore della trombopoietina per il trattamento di pazienti con trombocitopenia immunitaria (la porpora trombocitopenica (ITP) idiopatica cronica (immune) o malattia di Werlhof).
Il farmaco è stato sviluppato da Amgen attraverso un programma di utilizzo limitato chiamato NEXUS.
Il Romiplostim è stato designato farmaco orfano dalla Food and Drug Administration (FDA) statunitense nel 2003, poiché la popolazione di ITP cronica negli Stati Uniti è inferiore a 200.000 (si pensa che la popolazione di ITP cronica adulta negli Stati Uniti sia di circa 60.000, con le donne che superano gli uomini di un fattore due).
Il costo di romiplostim se somministrato settimanalmente è attualmente stimato a 55.250 USD all'anno. 
Romiplostim è stato il primo farmaco trombopoietico approvato in Europa il 04/02/2009.

## Indicazioni
Il 22 agosto 2008, la FDA ha approvato il romiplostim come trattamento a lungo termine per la PTI cronica negli adulti come seconda scelta in soggetti che non hanno risposto ad altri trattamenti, come corticosteroidi, immunoglobuline per via endovenosa, immunoglobuline Rho(D) o splenectomia.
È anche indicato nella mielosoppressione nella Sindrome ematopoietica della sindrome da radiazioni acute; dove viene indicato per aumentare la sopravvivenza negli adulti e nei pazienti pediatrici (compresi i neonati a termine) esposti in modo acuto a dosi mielosoppressive di radiazioni.

## Farmacodinamica
Il romiplostim è un anticorpo-peptide di fusione agonista del recettore della trombopoietina, è una proteina di fusione Fc-peptide ("corpo peptidico") che attiva i processi di trascrizione intracellulare attraverso la via di segnalazione del recettore della trombopoietina (recettore TPO, noto anche come cMpl).
Clinicamente stimola la proliferazione, la differenziazione e l'attività di monociti, neutrofili, eosinofili e macrofagi.
I dettagli alla base del meccanismo di romiplostim nel ridurre i danni da radiazioni rimangono in gran parte sconosciuti; però uno studio del 2020 suggerirebbe che gli effetti radio-mitiganti di romiplostin sembrano legati all'attivazione dei geni bersaglio come il (Nuclear factor erythroid 2-related factor 2) o NRF2 coinvolti nella regolazione redox e nella funzione antiossidante, in particolare il gene Nqo1,il gene Gclc o (Glutamate—cysteine ligase catalytic subunit) e il gene Gclm o (Glutamate-cysteine ligase regulatory subunit).

## Effetti collaterali
L'attività farmacologica del Romiplostim è quella di stimolare i megacariociti del paziente a produrre piastrine a una velocità più rapida del normale, sovraccaricando così la capacità del sistema immunitario di distruggerle. Poiché ciò comporta modifiche alla chimica del midollo osseo, possono svilupparsi una serie di effetti collaterali potenzialmente gravi, tra cui morte, mialgia, disturbi alle articolazioni e alle estremità, insonnia, trombocitosi, che possono portare a coaguli potenzialmente fatali e fibrosi del midollo osseo, l'ultimo dei quali può comportare una diminuzione pericolosa del conteggio dei globuli rossi.
I rapporti post marketing hanno indicato anche il possibile sviluppo dell'eritromelalgia e reazioni di ipersensibilità inclusi angioedema e anafilassi.